# Crataegus simulata
Crataegus simulata är en rosväxtart som beskrevs av Charles Sprague Sargent. Crataegus simulata ingår i Hagtornssläktet som ingår i familjen rosväxter. Inga underarter finns listade i Catalogue of Life.